# Ignacio Peña
Ignacio Peña Vidal, (nacido el 21 de abril de 1973) más conocido como Ignacio Peña; es un cantautor puertorriqueño, músico, productor, director y editor de videos, además de creador multimedios y dos veces ganador de Premios Emmy. Peña es conocido por su cálida voz, destreza al componer canciones y sus espectáculos conceptuales y audiovisuales para los cuales compone la música además de dirigir y editar los videos para los mismos. Luego de graduarse de Berklee College of Music en Boston, Peña saltó a la fama en el mercado latino con la salida de su álbum debut "El Mundo Al Revés" en el 2000 y la gira que le siguió, la cual lo llevó a participar de festivales en Argentina, Venezuela, Panamá y Estados Unidos. Los álbumes de Peña han acumulado excelentes críticas y muchos los consideran de la mejor música de rock en español sacada al mercado. En el 2010 Peña debutó su más ambicioso proyecto hasta el momento. Un concierto multimedia educacional diseñado para escuelas titulado "El Gran Debate Del Planeta Tierra". Peña ha sido invitado a dar charlas en conferencias educacionales y a universidades en Estados Unidos y su natal Puerto Rico. Además fue otorgado un grado honorario del Sistema Universitario Ana G. Méndez en Puerto Rico por su contribución a la educación. Del 2015 al 2017 ha sido nominado para cinco premios Emmy del NATAS Suncoast Chapter, ganando dos por los documentales de cortometraje de WIPR-TV llamados "Por Qué Conmemoramos" y "Soy De Una Raza Pura" respectivamente.

## Biografía

### Primeros años
Ignacio Peña nació en Río Piedras, Puerto Rico. Sus padres son Ignacio Peña Feliciano y Miriam Vidal Otani. Su padre era comerciante y su madre secretaria. Su madre es de ascendencia japonesa. Su abuelo fue soldado del Ejército de Estados Unidos durante la Segunda Guerra Mundial, estacionado en Okinawa. Ahí conoció a Eiko Otani, con quien se casó y trajo a los Estados Unidos para comenzar una familia. Ignacio y sus dos hermanas menores crecieron en diferentes partes de San Juan, Puerto Rico. Asistió y se graduó del Wesleyan Academy en Guaynabo. Luego del divorcio de sus padres, Peña a sus 14 años de edad recibió su primera guitarra y se pasó el resto de su juventud entre la escuela y con sus compañeros músicos escribiendo y ensayando canciones durante los fines de semana, donde comenzó a afilar sus destrezas como compositor. Luego de completar su Bachillerato en Producción e Ingeniería Musical del Berklee College of Music en Boston, comenzó a componer, cantar y producir "jingles", hasta que la oportunidad de grabar su primer álbum se presentó. Durante este tiempo, se mantuvo componiendo y grabando canciones nuevas, mientras las presentaba a diferentes compañías disqueras y promocionales. Luego de varios intentos de conseguir un contrato disquero, Ignacio conoció a su futuro manejador en los Estudios Criteria de Miami, Florida. Ya con manejo, Ignacio entró al estudio con el producto Pablo Manavello para grabar un demo de tres canciones. El demo de "75% de Agua” fue puesto en rotación por la estación de rock local Alfa Rock 105.7 FM y el tema generó una cantidad de peticiones sin precedente para la emisora. Esto resultó en un contrato disquero con Universal Music Latino y la producción de su primer álbum.

### 2000: El mundo al revés

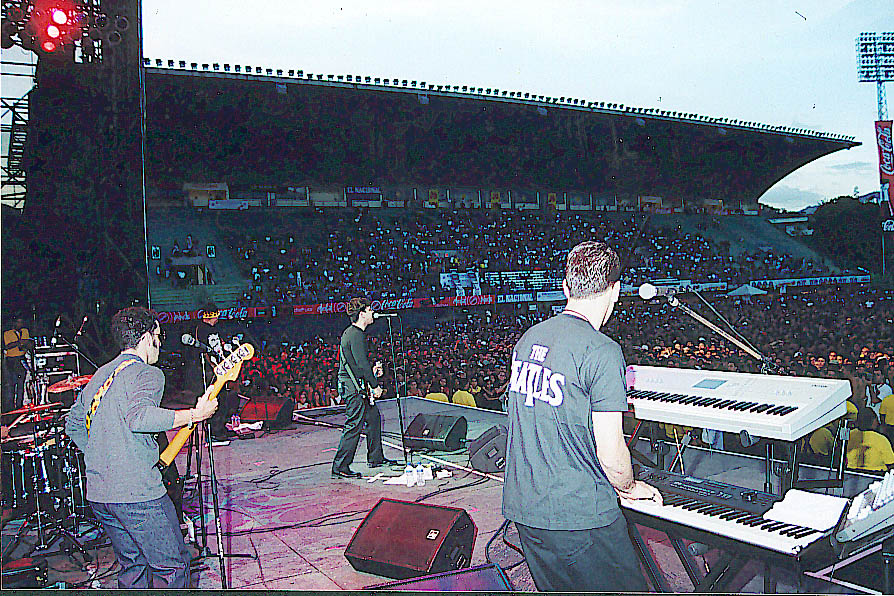
Ignacio Peña abriendo presentación de Oasis durante el Caracas Pop Fest 2001, en el Estadio De La Universidad Nacional, Caracas, Venezuela

Producido por Pablo Manavello, El Mundo Al Revés fue grabado en Miami y Nashville y distribuido por Universal Music Latino el 10 de octubre de 2000. La producción fue supervisada por el Ingeniero de Sonido, Iker Gastaminza (Ricardo Montaner, Témpano) y mezclado por Bob St. John (Collective Soul, Extreme, Duran Duran). El Mundo al Revés contiene 11 temas cuya letra es basada en experiencias y reflexiones personales. Las canciones son en su mayoría relacionadas con la gente común con diferentes hábitos, comenzando con "En Español”, una graciosa historia sobre el uso de esta referencia para promover productos orientados al mercado Latino en los Estados Unidos. Un romántico "75% de Agua," es seguido por una balada al estilo de los 1960, "Un Retrato de la Luna" y "Puertos," escrita por Peña mientras esperaba por la salida de un vuelo en el Aeropuerto Internacional de Miami. Inspirada por adivinos promoviendo su "don" en televisión, "El Fongo Estelar" anticipa a “El Mundo Al Revés” la canción titular. Luego del tema de amor "Melissa" y "Por Si Acaso", el álbum cierra con el tema íntimo "Duérmete”.
El álbum recibió reseñas favorables: "La primera salida del cantautor Ignacio Peña, en Universal, es una encantadora colección de temas de Pop que evocan de todo desde Eric Clapton hasta Oasis. Gracias a letras bien pensadas y escritas, que nunca caen en la vulgaridad, permiten que este álbum no tenga un solo tema desechable.” comentaron en Billboard Magazine. The Dallas Morning News declaró que “El Sr. Peña crea temas astutos de pop-rock que se bordean de crafts sly pop-rock tunes brimming with ganchos carnosos, "riffs" de guitarra y letras ingeniosas.“ “Un álbum debut que sienta precedentes "En Español" - tema que abre el CD - y evoca los días pasados del Rock Argentino y el Pop Inglés.” añadió People En Español.
Un año después, Peña comenzó a servir de telenero para artistas internacionales como Neil Young y Oasis en Buenos Aires y el Caracas Pop Festival en Venezuela además de Laura Pausini; y la banda de rock alternativo de Chile, La Ley en Panamá. Ignacio entonces estuvo de gira en Estados Unidos abriendo para Ricardo Arjona cuando se presentó en San José y Los Ángeles, California además de Miami, Florida. Peña recibió el Premios Paoli en Puerto Rico como mejor artista de Rock Nacional en el 2001. El álbum también recibió en este año el premio American Graphic Design al mejor arte de carátula.

### Phono/Gráphico

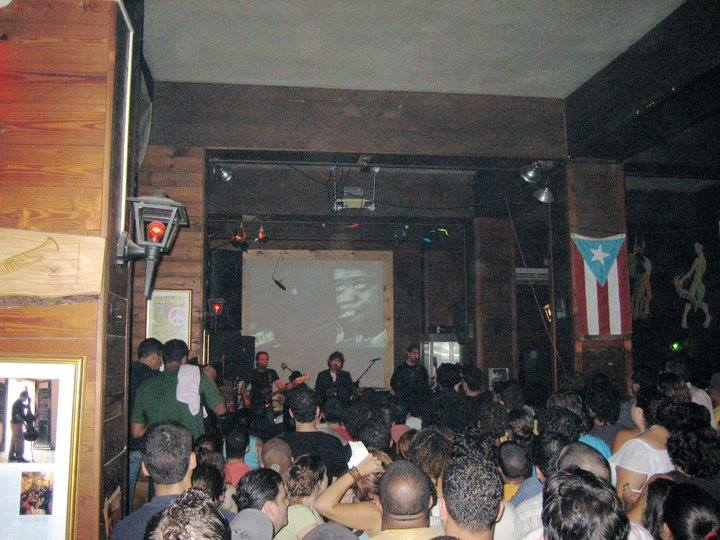
Espectáculo Phono/Gráphico presentado en el Nuyorican Café del Viejo San Juan, PR, circa 2006

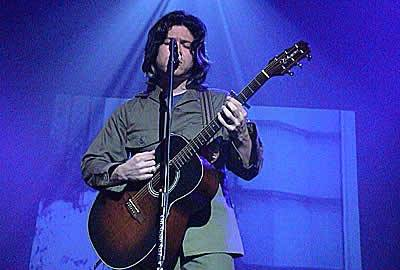
Ignacio presentando Phono/Gráphico en el Centro de Bellas Artes el 27 de julio del 2003

En el 2001 Peña comenzó a trabajar con ediciones de video y también a dirigir y editar sus propios videos, iniciando con el 4.º sencillo de “El Mundo al Revés” titulado “Por Si Acaso”. Según comenzó a componer canciones para su segundo álbum, empezó a editar visuales con los mismos utilizando imágenes de la cultura popular y de películas. El Resultado fue su primer espectáculo conceptual audiovisual, Phono/Gráphico.
Phono/Gráphico es en esencia un concepto filosófico del cantautor, presentando la parte visual de sus canciones con la misma seriedad y compromiso con el que presenta su música. 
Para Phono/Gráphico, Peña recopiló y editó todos los visuales, los cuales fueron presentados para ofrecer a los presentes una vista a un mundo pos-9/11 a través de los ojos y los oídos del artista. Phono/Gráphico fue mayormente creado utilizando el programa de Mac, iMovie.

### Anormal
Cuatro años después de la salida de su álbum debut, Peña presenta su segunda grabación “Anormal” (Hearsay Ltd.) Este segundo álbum, el cual salió a la venta en Puerto Rico el 31 de marzo del 2004, marcó un cambio drástico en el estilo de rock de Ignacio, luego del lanzamiento de "El Mundo Al Revés” en el 2000, un álbum de un cantautor, el cual estaba más orientado al pop y era completamente en español. La grabación demuestra la evolución de Ignacio como artista y compositor, además del arraigo musical con sus compañeros de banda, lo cual solamente ocurre cuando se está mucho tiempo en gira y tocando juntos.

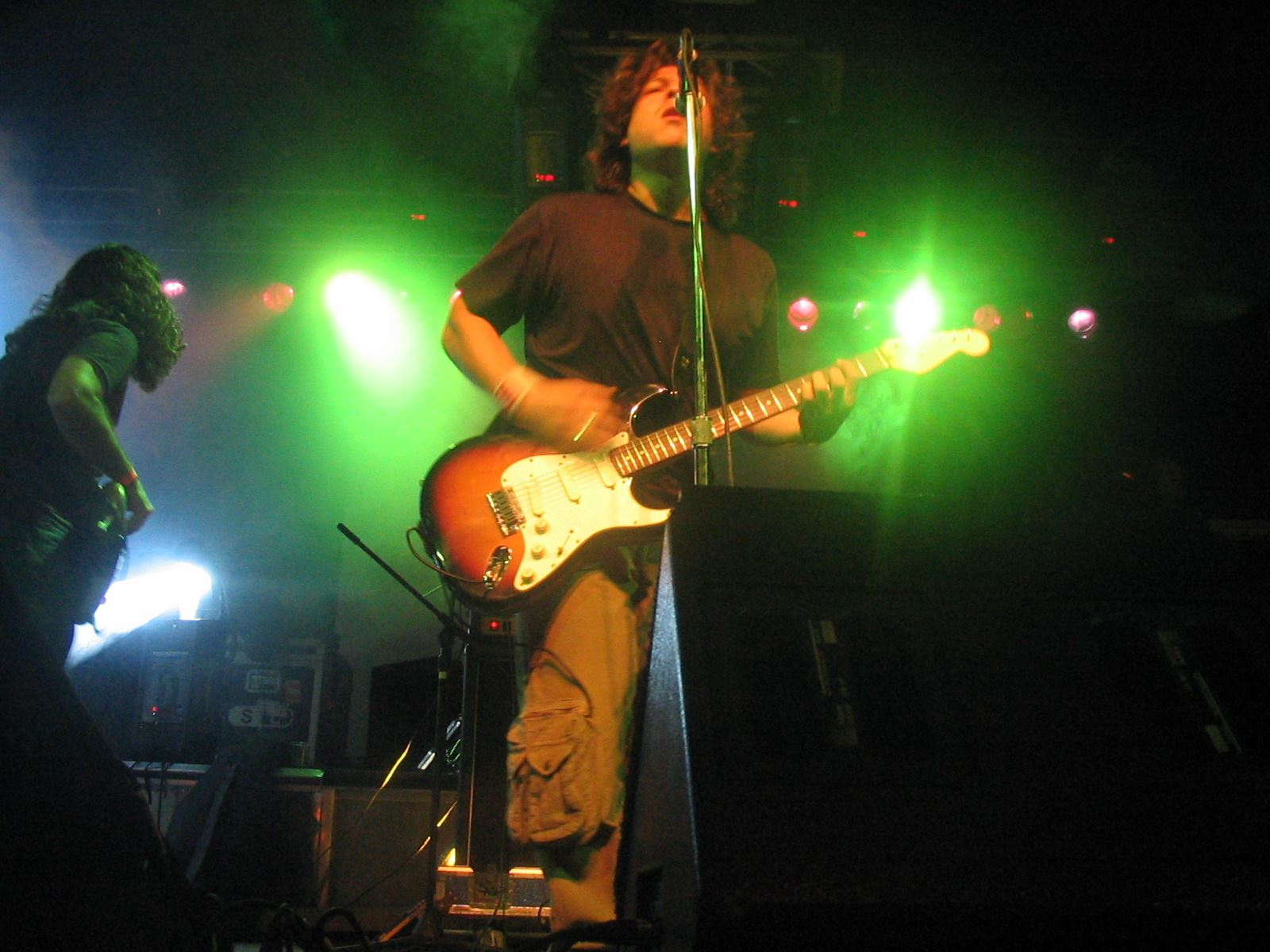
Ignacio Peña presentándose durante Las Justas, Ponce, PR en el 2004.

Concebido durante los eventos siguientes a los ataque terroristas al World Trade Center el 11 de septiembre del 2001, Anormal es una propuesta conceptual que entrelaza 12 temas para narrar un proceso de conflictos existenciales. “Hey tú (imbécil)”, fue el primer sencillo. Su video fue dirigido por el propio Ignacio y fue creado al estilo "Phono/Gráphico", en el cual un "collage de pietaje de diferentes fuentes noticiosas y de la cultura popular personalmente editadas por el artista, están constantemente corriendo sincronizadas con la música tocándose en directo. Imágenes de explosiones, alienígenas, marchas militares y figuras políticas, son parte del video, que incluye una recreación del clásico de la ciencia ficción “A Clockwork Orange”, dirigida por Stanley Kubrick, a quien Peña cita como influencia musical. Producido por Ignacio Peña, Iker Gastaminza y el guitarrista Tony Rijos, “Anormal” también incluye una participación especial de Gustavo Laureano, cantante principal de La Secta AllStar, en “Velocidad de escape” y su versión en inglés, “Any year, any room, any highway”. Anormal fue grabado en Puerto Rico y mezclado en Miami. El proceso de grabación fue iniciado en un espacio vacío de oficina que la banda rentó en Santurce, PR en donde la banda creó un estudio de grabación improvisado y comenzaron a grabar. Las pistas básicas fueron grabadas en los Estudios Digitech de San Juan y el álbum fue entonces mezclado por Iker Gastaminza en Miami.
Como su álbum debut, Anormal también recibió excelentes críticas: "El cantautor boricua Ignacio Peña nos presenta su segundo material discográfico titulado Anormal, y verdaderamente es fuera de lo normal, es decir, es de las pocas cosas hechas en español que podemos llamarle sin temor a equivocarnos, como auténtico rock. Actualizado a nuestro cronómetro real. Algo distinto dentro del infestado mercado del pop y el rock insustancial." El Sol de Texas. “Muchas veces escapistas y otras veces contestatario, "Anormal" nos muestra a un artista en medio de un interesante proceso evolutivo. Una de las mejores piezas emanadas del nuevo rock latino alternativo.” "Anormal es un disco que no suelta ni vacila. Lleva el tipo de energía adictiva que siempre hemos apreciado como el pulso que define el rock y del que muchas bandas de rock en español han carecido lamentablemente. " Buena Vida

### Bletzung
En el 2005 la canción “Only End Up Lonely” de Ignacio ganó el concurso "iTunes Jukebox Jury" durante el "South By Southwest Music Conference" en Austin Texas. Peña se relocalizó a Austin y creó la banda Bletzung. El álbum homónimo de la banda fue distribuido de manera independiente (Hearsay Ltd.) e finales del 2006. El álbum es una versión completamente en inglés de “Anormal”. La banda realizó un video para el primer sencillo titulado “Only End Up Lonely”. Con el apoyo de Bletzung, Peña estuvo de gira en los estados sureños, mientras componía temas para lo que sería el segundo álbum de la banda. Bletzung se disolvió en el 2008.

### Songs For The Fall Of An Empire
Canciones Para La Caída De Un Imperio
En mayo del 2009, Peña fue el primer artista en crear una aplicación para el iPhone y el 7 de agosto del 2009, presentó un video y un "Digital 45" con demos de dos temas nuevos, "Defeat" y "Something Was Bound To Happen", los cuales anuncio como parte de su nuevo proyecto conceptual titulado "Songs for the Fall of an Empire”. El video incluye pietaje desde la guerra en Irak hasta la caída económica del 2008. El proyecto se puso en una pausa indefinida e Ignacio decidió concentrarse en la experiencia educacional titulada "El Gran Debate Del Planeta Tierra".

### El Gran debate del planeta Tierra
The Great Planet Earth Debate

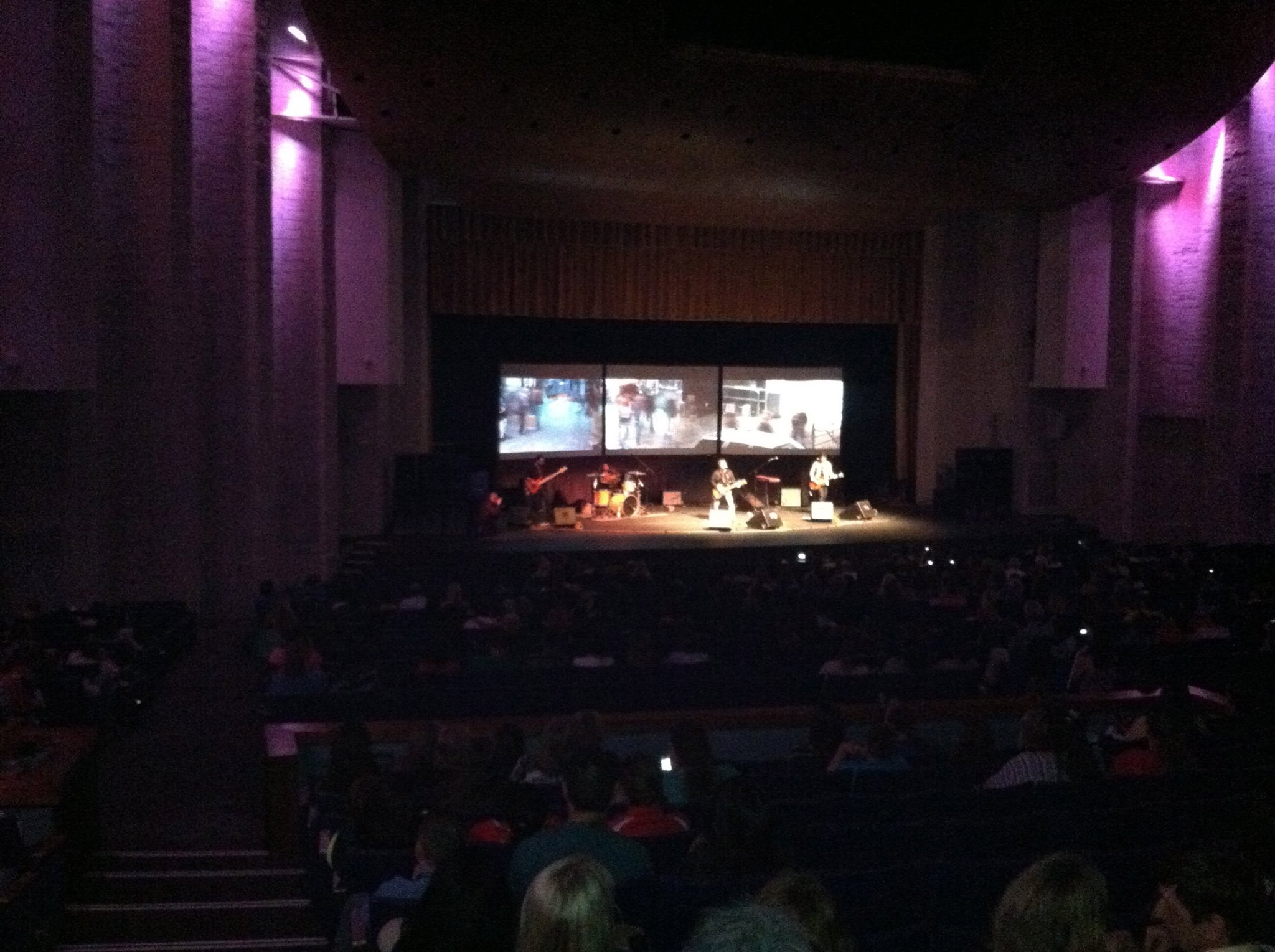
Ignacio presentando El Gran Debate Del Planeta Tierra: Energía, durante la Convención de la Asociación de Maestros de Ciencia en Corpus Christi, TX en el 2012.

En el 2006, Ignacio fue invitado a presentarse en el Owen Goodnight Middle School en San Marcos, Texas para cerrar una charla sobre los cambios climáticos. Fue allí donde se inspiró u utilizar sus abilidades audiovisuales conceptuales para crear un concierto educativo el cual atraería el interés de estudiantes de historia, ciencia, matemática y tecnología. 4 años más tarde, en el 2010, Peña reveló “El Gran Debate del Planeta Tierra: Energía”, un concierto multimedia educacional que utiliza el concepto de videos musicales y la velocidad que ayuda a los estudiantes a hacer connecciones emocionales con los cursos que se enseñan en las escuelas.
El álbum que acompaña el espectáculo incluye 5 grabaciones nuevas. Dos temas inéditos: “Memoria Phonográfica” y “Remind Me when we Get There”. Una nueva versión de “Mientras Espero el fin del Mundo” que originalmente fue incluida en su álbum debut y una nueva versión de “Falta 1 Persona” de su segundo álbum. El mismo también incluye el primer tema instrumental compuesto por Peña titulado “Solar”. Gracias a esto, Peña ha sido invitado como orador y a presentar el espectáculo en varias universidades, fundaciones y converencias educacionales, para hablar del uso de multimedia en la ducación. También para hablar sobre los principios de narración de historia y como se aplica a la conceptualización del arte y la música en general.

### Por qué conmemoramos
En el 2014, La Corporación de Puerto Rico para la Difusión Pública (WIPR-TV, Canal 6) encargó a Peña de crear una serie de nueve documentales de cortometraje llamados "Por Qué Conmemoramos". Estos videos de tres minutos de duración, cuentan las historias detrás de los días festivos de Puerto Rico. Los nueve cortometrajes fueron creados en Español, y cuatro de estos fueron traducidos al inglés.  La introducción de estos incluye la canción "Tírale" de la banda de metal puertorriqueña Puya y "Remind Me When We Get There" de Peña como música incidental. Por esta serie, Peña fue nominado para dos Premios Emmy del NATAS Suncoast Chapter en el 2015, Mejor Editor y Mejor Cortometraje Informativo/Instruccional, ganando el premio en esta última categoría. En el 2016 fue nominado para un tercer Emmy como editor del episodio "Día De El Grito De Lares" de esta serie.

### Soy de una raza pura
Luego del éxito obtenido serie "Por Qué Conmemoramos", WIPR-TV encargó a Peña para crear una nueva serie de cortometrajes la cual contara las historias de figuras de ascendencia negra importantes y algunas menos conocidas, de la historia de Puerto Rico.  Esta debutó en marzo del 2016. "Soy De Una Raza Pura", toma su nombre de una popular canción interpretada por Lucecita Benítez, compuesta por Tony Croatto and David Ortíz Angleró y la misma abre y cierra los episodios.  "Tírale" de la banda de rock Puertorriqueña Buscabulla se utiliza como música incidental.  En el 2017, Peña fue nominado por cuarta y quinta vez a los premios Emmy del NATAS Suncoast Chapter, como Mejor Editor y Mejor Cortometraje Informativo/Instruccional, ganando su segundo premio nuévamente en esta última categoría.

## Discografía
Albumes:
- El Mundo al Revés (2000)
- Anormal (2004)
- Bletzung (2006)
- El Gran Debate del Planeta Tierra (2010)
- El Mundo al Revés: El Box Set (2015)
- Songs for the Fall of an Empire (2018)

Sencillos:
- 75% de Agua
- Un Retrato de la Luna
- En Español
- Por Si Acaso
- Duérmete
- Hey Tú (Imbécil)
- Dónde Estabas?
- Only End Up Lonely
- Mientras Espero el Fin del Mundo 2010
- Memoria Phonográfica
- The Same Replies
- Sound the Alarm
- Fall Apart
- She's Bleeding
- An Elephant In the Room
- Can It Wait?

## Espectáculos Temáticos
- Phono/Gráphico
- El Gran Debate del Planeta Tierra: Energía

## Miembros
- Tony Rijos
- Isaac Sakko
- José Gómez
- Rey Torres
- Antonio Expósito
- César Vega
- Juan Carlos Bermudo
- Javier Aponte
- Ledif Franceschini
- Ruby Martínez
- Jean Díaz
- Tony Escapa
- Julio Cotto
- Omar Vivoni
- Waldemar Alemán